# Elaine Keillor
Plantilla:Underlinked

Elaine Keillor   (London, 2 de setembre de 1939) és una pianista i musicòloga canadenca. Des de 1977 és professora de música a la Universitat de Carleton, especialitzada en la música de compositors canadencs i la música de grups indígenes nord-americans.

## Joventut i educació
Elaine Keillor va néixer a Ontario, el 1939. El seu primer professor de piano va ser la seva mare, Lenore Stevens Keillor, tot i que Keillor ha dit de la seva mare: "Va dir que en realitat no podia recordar haver ensenyat a tocar el piano com ho faria jo. aneu a l'instrument i toqueu allò que havia estat ensenyant a l'últim alumne".
Elaine també va prendre classes amb Reginald Bedford, i més tard amb Claudio Arrau i Harold Craxton. Va progressar ràpidament i als 10 anys va obtenir un certificat ARCT del "Royal Conservatory of Music". En aquell moment, era la persona més jove a rebre un ARCT, i el seu historial va ser de sis dècades.
Keillor va tocar en recitals i com a solista amb diverses orquestres al Canadà i als Estats Units. Va completar la seva educació secundària a través de l'educació domèstica, i després es va traslladar a Europa per estudiar-lo i actuar-hi, inclosa una actuació de 1962 a la Unió Soviètica.
Mentre era adolescent, va tornar al Canadà i el 1959 va emprendre una gira per 23 comunitats canadenques.
Una lesió crònica a la mà que va començar cap a aquesta època va restringir el seu calendari d'actuacions. Keillor va començar llavors els seus estudis a la Universitat de Toronto. Va obtenir un B.A. el 1970, un màster en musicologia l'any següent i un doctorat el 1976, fou la primera dona que es doctorà en musicologia per la universitat.

## Carrera
Després de participar en la docència a la Universitat de York (1975-76) i a la Queen's University (1976-77), Keillor es va unir a la Universitat de Carleton el 1977 com a primera dona professora de música de la universitat. A Carleton, ha impartit cursos sobre els períodes barroc i clàssic, música canadenca, etnomusicologia, interpretació de teclat i literatura de teclat. Amb una responsabilitat especial per a la música canadenca, va ajudar a llançar els primers cursos de la música aborigen canadenca a la universitat. El 2005, Carleton la va nomenar Distinguished Research Professor Emerita.
Com a intèrpret, Keillor ha prestat especial atenció al treball de compositores i compositores canadencs. Va estrenar obres d'Alexina Louie, John Weinzweig i molts altres. Ha realitzat diversos enregistraments per al segell discogràfic de la Universitat de Carleton, Carleton Sound, i Naxos Records.
Com a musicòleg, Keillor ha publicat extensament, amb especial atenció a la història de la música canadenca i de les Primeres Nacions. Va ajudar a fundar la Canadian Musical Heritage Society amb Helmut Kallmann, Clifford Ford i altres, exercint-ne la vicepresidència del 1989 al 2000 i presidint el 2000.
Ha col·laborat àmpliament a l'Enciclopèdia de la Música al Canadà, que forma part de "The Canadian Encyclopedia", així com al New Grove Dictionary of Music and Musicians, la Garland Encyclopedia of World Music i la Continuum Encyclopedia of Popular Music of the World. Va ser la principal autora de l'Enciclopèdia de la Música Nativa Americana d'Amèrica del Nord, publicada el 2013.
El 2016, Keillor va ser nomenada membre de l'Ordre del Canadà, "Per les seves contribucions com a musicòloga i historiadora del patrimoni musical del Canadà".

## Discografia seleccionada
- Piano Music by Torontonians 1834–1984, 1984.
- By a Canadian Lady: Piano Music 1841–1997, Carleton Sound, 2000.
- Canadians at the Keyboard, Carleton Sound, 2000.
- Romance: Early Canadian Chamber Music, Carleton Sound, 2002
- Sounds Of North: Two Centuries Of Canadian Piano, Gala Records, 2012
- When Music Sounds: Canadian Cello Music – Coulthard, Weinzweig, Guerrero, Archer. (amb Joan Harrison, violoncel.) Naxos Records, 2014.
- Poetic Sketches. Centrediscs, 2015.
- Narratives on Life: Music for Cello and Piano – Srul Irving Glick, Steven Gellman, Hélène Riese Liebmann, Maurice Gardner. (amb Joan Harrison, violoncel.) Marquis Classics, 2015.